# 田坂憲二
田坂 憲二（たさか けんじ、1952年8月21日 - ）は、国文学者、元慶應義塾大学教授。

## 略歴
福岡県生まれ。1976年九州大学文学部国文科卒、1980年同大学院博士課程満期退学。九州大学助手、福岡女子大学助教授、教授、群馬県立女子大学文学部教授、慶應義塾大学文学部教授。2017年定年退任。1987年「源氏物語」注釈に関する業績で日本古典文学会賞受賞。1995年「源氏物語の人物と構想」で九州大学より博士（文学）の学位を取得。

## 著書
- 『源氏物語の人物と構想』和泉書院、1993
- 『大学図書館の挑戦』和泉書院、2006
- 『文学全集の黄金時代 河出書房の1960年代』和泉書院、2007
- 『谷崎源氏逍遙』「胡蝶掌本」胡蝶の会、2008
- 『源氏物語享受史論考』風間書房、2009
- 『源氏物語の政治と人間』慶應義塾大学出版会 2017
- 『源氏物語論考 古筆・古注・表記』和泉書院 2018
- 『日本文学全集の時代 戦後出版文化史を読む』慶應義塾大学出版会 2018
- 『源氏物語と平安時代文学　第二部・第三部編』「いずみブックレット」和泉書院 2021

### 共編著
- 『袖鏡』編 1981 在九州国文資料影印叢書
- 『首書源氏物語　澪標』編 和泉書院、1986
- 『藤原義孝集 本文・索引と研究』田坂順子共編著 1987 和泉書院索引叢書
- 『源氏釈諸本集成』編 櫂歌書房、1987
- 『源氏物語の方法を考える 史実の回路』(考えるシリーズ 知の挑発)久下裕利共編 武蔵野書院 2015

## 参考
- [ISBN 978-4-7576-0439-1]
- J-GLOBAL